# Egidio Aldo Fantina
Egidio Aldo Fantina (Paderno del Grappa, 1º gennaio 1915 – Monte Golico, 8 marzo 1941) è stato un militare italiano, insignito della medaglia d'oro al valor militare alla memoria nel corso della seconda guerra mondiale.

## Biografia
Nacque a Fietta di Paderno del Grappa, provincia di Treviso, il 1 gennaio 1915, figlio di Giuseppe ed Anna Cunial. Studiò presso il Collegio Cavanis di Possagno e poi al Collegio Filippin conseguendo poi a Zara la maturità classica con medaglia d'oro di "maxima laude" del Ministero dell’Istruzione per essere stato il migliore allievo. Iscrittosi per due anni presso la facoltà di lettere dell'università di Padova, si laureò nel 1937 presso l'università di Roma reiscrivendosi poi alla facoltà di giurisprudenza presso lo stesso Ateneo come dottore-studente. Arruolatosi nel Regio Esercito nel 1938 fu ammesso a frequentare la Scuola allievi ufficiali di complemento di Bassano del Grappa, da cui uscì con la nomina a sottotenente del corpo degli alpini e destinato in servizio, dopo un breve periodo di congedo, al 9º Reggimento alpini, fu trasferito, alla dichiarazione di guerra a Francia e Gran Bretagna, al battaglione alpini "Val Pescara", del 2º Gruppo alpini "Valle". Dopo l'inizio delle ostilità contro la Grecia, ottenne di far parte del battaglione alpini "Val Fella", già dislocato in Albania, appartenente all'8º Reggimento alpini, e il 9 novembre 1940 raggiunse Valona per via aerea. Decorato con una medaglia d'argento al valor militare, costituitosi nel febbraio 1941 il reparto arditi del battaglione "Val Fella" ne assunse il comando. Cadde in combattimento l'8 marzo 1941, durante un attacco per la conquista del Monte Golico. Trovatosi da solo sul trincerone nemico fu colpito ad un braccio e ad una gamba da una granata; raggiunto dagli altri alpini continuò ad incitarli e ripartì all'assalto quando una bomba a mano lo colpì al viso e cadde risollevandosi subito, lanciò una bomba a mano e lanciò un ultimo grido di incoraggiamento subito troncato da un colpo di fucile che lo uccise. Per il coraggio dimostrato in questo frangente venne insignito della medaglia d'oro al valor militare alla memoria.
Il 5 novembre 1941 l'università di Padova gli conferì la laurea ad honorem in giurisprudenza alla memoria. Sepolto inizialmente nel cimitero di Tepeleni, sotto una rozza croce di legno, accanto al fraterno amico pure lui pluridecorato Alberto Raho di Treviso, Aldo Fantina è ritornato dopo oltre vent’anni per riposare nella terra natale. A lui venne successivamente intitolata la caserma d'arresto, Battaglione alpini "Val Fella" di Pontebba, 11º Reggimento alpini  chiusa in seguito alla ristrutturazione delle truppe alpine. Una via di Padova, una di Paderno del Grappa e una di Pieve del Grappa portano il suo nome.

### Fonti
1. ↑  Combattenti Liberazione.
2. 1 2  Gruppo Medaglie d'Oro al Valor Militare 1965, p. 587.
3. 1 2 3 4 5  Associazione Nazionale Alpini Treviso.
4. 1 2 3 4 5 6  Bianchi, Cattaneo 2011, p. 286.
5. ↑  Bianchi, Cattaneo 2011, p. 285.
6. ↑   Medaglia d'oro al valor militare Fantina, Egidio Aldo, su quirinale.it, Quirinale. URL consultato l'11 luglio 2021.